# 赫伊森

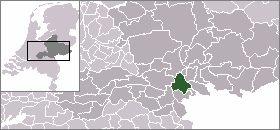

赫伊森（荷蘭語：Huissen，荷蘭語發音：[ˈɦysə(n)]）是荷蘭海爾德蘭省灵厄瓦尔德的城鎮，位於該國東部，2009年人口17,615。第二次世界大戰時期，德國軍隊在1943年5月13月至14日晚間對該鎮施展空襲，造成嚴重破壞。

## 外部連結
- some information about huissen (Dutch) （页面存档备份，存于）

51°56′N 5°56′E / 51.933°N 5.933°E